# (2061) Anza
(2061) Anza ist ein Asteroid des Amor-Typs, der am 22. Oktober 1960 von Henry Lee Giclas am Lowell Observatory in Flagstaff entdeckt wurde.
Benannt wurde der Asteroid nach Kapitän Juan Bautista de Anza, einem spanischen Entdecker des 18. Jahrhunderts.